# Authorware

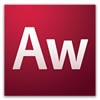
Adobe Authorware v7.0 icon

Authorware est un langage visuel interprété, basé sur les organigrammes ou ordinogrammes. Il intègre du texte, des images, des sons, des vidéos, le tout dans un exécutable final et autonome. Authorware se programme donc « comme on dessine » : on place différents symboles le long d'une « ligne » de programmation, créant ainsi de façon simple son programme en mode visuel.

## Historique
Authorware a été développé par l'entreprise Authorware Inc., fondée en 1987 par Michael W. Allen (en), fort connu pour son intérêt pour le multimédia et qui s'inspire alors du projet PLATO Learning Management System (PLM) lancé dans les années 70. 
Authorware Inc. fusionna avec MacroMind-Paracomp (en) en 1992 pour donner naissance à Macromedia. En décembre 2005, Macromédia est achetée par Adobe Systems.

## Macromedia Authorware
Authorware est un produit très simple à manipuler pour toute personne néophyte en informatique. Il est vrai que ce produit fut créé à la suite d'un audit sur différents corps de métier, répondant ainsi parfaitement aux attentes mises en lui. En moins d'une 1/2 journée, n'importe qui (ou presque) peut créer un petit programme multimédia en plaçant les icônes au bon endroit et en répondant aux boîtes de dialogue. Bien sûr, si on désire aller plus loin, il faudra approfondir le logiciel et apprendre en plus un petit langage de programmation proche du Pascal qui reste néanmoins simple d'accès. On peut aussi faire appel au JavaScript.
Il s'interface parfaitement avec Adobe Flash, Adobe Director (produits issus de la même entreprise), il accepte les diapositives en provenance de Powerpoint. Il est de plus extensible avec des "Xtras" et des ".u32's".
Un format de fichier utilisé est Aam afin de stocker des cours interactifs.